# Hohendorf (Fläming)
Hohendorf ist eine wüste Feldmark südsüdöstlich von Luckenwalde im Landkreis Teltow-Fläming in Brandenburg.

## Geografische Lage
Die Feldmark liegt südlich von Jänickendorf, einem Ortsteil der Gemeinde Nuthe-Urstromtal. Sie grenzte 1708 an die Dörfer Schlenzer, Schmielickendorf, Riesdorf, Neuhof und Jänickendorf an. Für 1734 wurde ihre Lage im direkten Anschluss an die Feldmark Jänickendorf angegeben.

## Geschichte
Die Siedlung erschien erstmals im Jahr 1383 als villa Hagendorf, villa deserta dicta Hogendorp und war zu dieser Zeit vermutlich bereits wüst gefallen. Sie gehörte vor 1383 der Familie Lindwurm und kam vor 1446 als zcu Hogendorff von j wuste dorffstete in den gemeinsamen Besitz mit den Gebrüdern Rode. Dort blieb sie bis 1466 und fiel danach wieder in den alleinigen Besitz der Familie Lindwurm. Im Jahr 1480 wurden in Jänickendorf 15 Hufen als davon man itzo nichts weiß bezeichnet, womit vermutlich die Feldmark gemeint war.  Im Jahr 1489 übernahmen der Jüterboger Kanzleischreiber Freudemann beziehungsweise dessen Erben die Feldmark und hielt sie bis 1559. Bereits 1530 kam sie in den Pfandbesitz des Klosters Zinna und ging nach der Reformation nach 1559 an das Amt Zinna über. Im Jahr 1562 besaß die Kirche aus Sernow sechs Morgen Acker auf der Hohendorfer Marke. Experten zufolge wäre es denkbar, dass Hohendorf in einem Parochialverhältnis zu Sernow stand. Hierfür gibt es aber bislang keine Nachweise. Den Sernowischen Kirchacker gab es noch bis 1733.
Im Jahr 1642 besaß ein Kossät aus Jänickendorf einen Plan Acker in Hohendorf; vier weitere Kossäten in dem Ort besaßen je etliche Stücke Acker. Die Flächen müssen nicht sehr ertragreich gewesen sein: Im Jahr 1686 wurde darüber berichtet, dass die Hufner aus Jänickendorf neben ihrem Acker auch Sandhufen in Hohendorf bewirtschafteten. Im Jahr 1708 wurde die Fläche auf der sogenandten wustenmarcke Hohendorff mit einer Größe von 15 Hufen angegeben, was auf die historische Bezeichnung im Jahr 1480 hinweist. Der Akziseeinnehmer Sortefleisch aus Luckenwalde stellte im genannten Jahr beim Amt den Antrag, auf der wüsten Feldmark einen Krug, später ein Dorf mit Vorwerk zu errichten; seine Anträge wurden jedoch abgelehnt. Die Fläche erschien nochmals 1843 als auf der wüsten feldmark Hohendorf sowie letztmalig 1858 als zu Jänickendorf gehörig. Anschließend ging sie in der Feldmark von Jänickendorf auf und wurde nicht wieder besiedelt.